# Самоленко, Татьяна Владимировна
Татья́на Влади́мировна Само́ленко (урождённая Хамитова, по первому мужу Самоленко, по второму мужу Доровских) (род. 12 августа 1961, пос. Секретарка, Северный район Оренбургской области) — советская и украинская спортсменка, легкоатлетка, специалист в беге на средние дистанции. Олимпийская чемпионка и трёхкратная чемпионка мира. Заслуженный мастер спорта СССР. Кандидат наук по физическому воспитанию и спорту. Доцент.

## Биография
Родилась в посёлке Секретарка Северного района Оренбургской области. В юношеском возрасте переехала в Запорожье.
В легкоатлетической сборной СССР с 1986 года. Этим же годом датируется её первое выступление на большом турнире — на чемпионате Европы в Штутгарте она стала второй на дистанции 1500 метров и пятой на дистанции вдвое длиннее. В том же году одержала первую победу — на Играх доброй воли (1500 м).
1987 и 1988 годы стали пиком её спортивной карьеры. В 1987 году она победила на зимнем чемпионате мира в Индианаполисе на трёх километрах и стала второй на полуторке, а на летнем чемпионате мира в Риме одержала уверенную победу на обеих своих коронных дистанциях.
На Олимпийских играх 1988 года в Сеуле Т. Самоленко была главным фаворитом в своих дисциплинах. На дистанции 3000 метров она оправдала ожидания, победив в финале с личным рекордом 8:26,53. Забег на 1500 метров сложился менее удачно, она пришла к финишу третьей вслед за румынкой Паулой Иван и коллегой по сборной СССР Лаймуте Байкаускайте.
После Олимпийских игр вышла замуж и сменила фамилию, некоторое время она выступала под двойной фамилией Самоленко-Доровских, затем выступала уже только под фамилией Доровских.
На первенстве мира 1991 года в Токио выиграла забег на 3 километра и стала второй на 1500 метров уступив лишь Хассибе Булмерка из Алжира.
На Олимпийских играх 1992 года в Барселоне представляла Объединённую команду. В забеге на полторы тысячи осталась четвёртой, а на трёх километрах выиграла серебряную медаль, проиграв подруге по команде Елене Романовой.
После барселонской Олимпиады приняла участие в нескольких соревнованиях под флагом сборной Украины. В 1993 в организме спортсменки нашли запрещенный препарат станозолол, вследствие чего она завершила спортивную карьеру.
В настоящее время проживает в Броварах, занимается преподавательской деятельностью, кандидат наук по физическому воспитанию и спорту, доцент. Замужем в третьем браке за десятиборцем Александром Апайчевым.
Более десяти лет преподает в Классическом приватном университете (Запорожье).
С 2016 года работает доцентом кафедры физической культуры Киевского национального торгово-экономического университета.https://www.knteu.kiev.ua/blog/read/?pid=73&uk
Награждена орденом Трудового Красного Знамени (1989) и украинским орденом княгини Ольги (2002).
В Оренбургской области проводится легкоатлетический юношеский турнир на призы Татьяны Самоленко.
В Запорожье так же проводится Всеукраинские соревнования "Казацкая Хортица" на призы Олимпийских чемпионок Т.Самоленко и Т.Пророченко.http://zasport.zp.ua/2017/03/10/u-zaporizhzhi-rozigrali-medali-vseukrayinskogo-turniru-na-prizi-olimpijskih-chempionok-samolenko-ta-prorochenko/
В 2017 году в Запорожье Институт здоровья, спорта и туризма назван именем Татьяны Самоленко. http://zasport.zp.ua/2017/03/10/u-zaporizhzhi-rozigrali-medali-vseukrayinskogo-turniru-na-prizi-olimpijskih-chempionok-samolenko-ta-prorochenko/.